# Felipe Espino Iglesias
Felipe Espino Iglesias (Salamanca, 26 de maig de 1860 - Madrid, 12 de juliol de 1916) fou un pianista i compositor espanyol.
Va fer els seus estudis elementals en l'Escuela de Nobles y Bellas Artes de San Eloy, de Salamanca, continuant-los amb extraordinari aprofitament en el Conservatori de Madrid amb els mestres Compta i Arrieta. Després d'assolir els primers premis de piano i composició, guanyà la plaça de pensionat de número a Roma, el 1882, allà va escriure un Motet, una Missa en re i el poema simfònic, amb cors, La fiesta del Redentor en Venecia, executada amb extraordinari èxit per la Societat de Concerts de Madrid.
Va romandre tres anys a París, perfeccionant els seus coneixements i donant-se a conèixer avantatjosament com a pianista en diversos concerts. Després passà a la seva vila nadiua, on es consagrà per sencer a la composició de la seva òpera Zahara, que va restar inèdita, i de diverses obres instrumentals, verdaderament interessants, entre elles, un Minueto en re bemol, per a piano; una Zambra morisca, de gran efecte pianístic; una Marcha triunfal, per a orquestra i veus, i diverses peces vocals. En aquesta ciutat fundà un notable Orfeó, establint-se el 1897 a Madrid. Al poc temps li fou concedida la plaça de professor de música del Col·legi de Sordmuts, que deixà pocs anys després per ocupar la d'acompanyament al piano del Conservatori. Dedicat ja per complet a la ensenyança, per la que sempre va sentir una vocació, produí poc fins a la seva mort.
Cal assenyalar entre les seves últimes obres, les dues belles composicions instrumentals, Alma charra, estrenada amb molt d'èxit en el Cercle de Belles Arts de Madrid, i Rapsòdia montañesa, sobre cançons i danses de les regions salmantines i santanderines, així com els Doce estudiós melódicos y progresivos de perfeccionamiento de solfeo, adoptats de text en els principals centres d'ensenyança espanyols.